# Cheia laxiană
„Cheia laxiană” ("The Laxian Key") este o povestire științifico-fantastică umoristică scrisă de autorul american Robert Sheckley. A apărut inițial în revista Galaxy Science Fiction în noiembrie 1954 și apoi a fost publicată în colecția de povestiri The People Trap (1968) sau în colecția The Masque of Mañana (2005).
Tema povestirii este foarte similară cu cea din poemul din 1797, Der Zauberlehrling (Ucenicul vrăjitor) al lui Goethe. În acest poem ucenicul obosit să care apă pentru a spăla podeaua vrăjește o mătură să facă toată treaba în locul său, dar curând apar probleme și nu-și dă seama cum s-o mai oprească.

## Prezentare
Gregor și Arnold împart chiria aceleiași camere și sunt co-parteneri ai AAA Ace- Agenția Antientropică Astronautică pentru îmbunătățirea mediului natural.
Arnold tocmai a cumpărat un "generator spontan" fabricat pe planeta Meldge cu banii de chirie, aceasta produce material Meldgian fără a consuma nimic doar pe baza energiei ce se află în aerul înconjurător. Deoarece este o lege fundamentală a economiei că tot ce este produs poate fi vândut, Arnold este sigur că va fi capabil să vândă această pulbere, pe Pământ sau în altă parte. Asta pare a fi cea mai bună afacere, aceea de a produce ceva din nimic. Pentru a fi pornit generatorul, trebuie apăsat butonul Start. Pentru a-l opri, trebuie folosită o cheie laxiană. Arnold pornește mașina în ciuda opoziției lui Gregor.
După o prima încercare eronată în laborator, Arnold descoperă că mașina produce Tangreese, o pulbere fină cenușie, care constituie alimentul de bază al Meldgianilor. Gregor dorește se afle cine vrea să cumpere Tangreese. Curând descoperă că cererea pentru Tangreese pe Pământ este aproape zero. Descoperind că Tangreese poate fi folosit ca material de bază în construcții, prin amestecarea cu beton și oțel, cei doi contactează companiile de construcții, dar din nou sunt dezamăgiți: Tangreese nu are nicio cerere. În timpul căutărilor de a vinde materialul, mașina își continuă impasibilă producția. Cei doi bărbați depozitează o parte din Tangreese în holul clădirii.
În dimineața următoare, anunțat de sindicatul clădirii, un polițist vine să-i avertizeze: este imperativ ca ei să înlăture pulberea cenușie fină care se îngrămădește și se răspândește în întreaga clădire. Apoi, un angajat al companiei de energie electrică îi vizitează: ziua precedentă o mare cantitate de energie a fost consumată și sursa este clădirea lor. Deoarece recunosc că ei sunt proprietarii unei mașini care produce aceste cantități mari de pulbere cenușie, cei doi vor primi factura uriașului consum de energie electrică și de aici reiese că energia folosită de generatorul spontan nu este chiar așa de liberă pe cât părea!
Cei doi bărbați decid să oprească costurile și să oprească mașina. Pentru a face acest lucru, este necesară o "cheie laxiană". Dar această cheie nu se găsește nicăieri, iar cel care a vândut generatorul lui Arnold le explică faptul că aspectul derizoriu al prețului era legat de lipsa acestei chei. Cei doi se adresează muzeelor, institutelor etnografice, comercianților de antichități, dealerilor de fier vechi: nimeni nu are vreo cheie laxiană și majoritatea interlocutorilor nici nu au auzit vreodată de așa ceva... Între timp generatorul continuă să producă Tangreese fără a se opri nicio secundă.
După ce urcă mașina în nava lor spațială se îndreaptă spre planeta Meldge. Ajunși într-un port spațial al planetei, ofițerul vamal le explică încruntat că nu au voie să vină pe planetă cu generatorul, deoarece toată planeta este acoperită de un strat gros de Tangreese. Narațiunea se încheie cu o declarație a ofițerului vamal: "Cu toate acestea, dacă într-o zi faceți rost de cheia laxiană, reveniți. Vom ridica zece statui în onoarea voastră!“.

## Personaje
- West Mayor
- Mary
- Gregor
- Fred
- Otul
- Un domn
- Portarul
- Agentul
- Reporterul radio
- Vamesul

## Seria AAA Ace
Povestirea face parte din seria AAA Ace, alături de povestirile „Milk Run” (1954), „Ghost V” (1954), „Squirrel Cage” (1955), „The Lifeboat Mutiny” (1955), „The Necessary Thing” (1955), „The Skag Castle” (1956) și „Sarkanger” (1991)

## Adaptări
A fost adaptată în 1991 ca teatru radiofonic sub titlul O poveste cu „va fi odată”, regia artistică Constantin Dinischiotu. În rolurile principale au jucat George Constantin ca West Mayor, Eugenia Maci ca Mary, Dan Condurache ca George (Gregor), Florian Pittiș ca Fred, în alte roluri: Ion Marinescu, Constantin Dinulescu, Sorin Medeleni, Radu Panamarenco, Sorin Gheorghiu și Mihai Dinvale.